# Серавеца
Серавеца (на италиански: Seravezza) е община в Италия, в региона Тоскана, в северозападния крайбрежен район на провинцията Лука, наречен Версилия. Населението е около 13 250 души (2007).